# Unione Sportiva Salernitana (1919)
Unione Sportiva Salernitana foi um clube de futebol italiano. Era sediado em Salerno, na província de Salerno, Itália.

## História
Em 1913, dois anos após a dissolução da pioneira Unione Sportiva Salernitana, surgiram equipes diferentes na cidade de Salerno: Foot-Ball Club Salerno (de camisa branca), Settembrini (Foot-Ball Club Settembrini ou, dependendo das fontes, Società Sportiva Luigi Settembrini), Vigor Salerno, Juniores Giovine Italia, Foot-Ball Club Campania, Società Ginnastica Pro Salerno, bem como o Sport Club Audax Salerno.
As equipes mencionadas se enfrentaram em jogos não-oficiais, e entre os primeiros jogos, o amistoso Salerno-Settembrini, que terminou 2-0. As equipes pioneiras de Salerno competiram regionalmente através de torneios amistosos. Entre as mais conhecidos destas equipas estava o já mencionado Foot-Ball Club Salerno, cujo presidente e fundador Donato Vestuti, era um jornalista profissional e editor da revista Il Giornale della Província'.
O jornal de Vestuti organizou o torneio, que teve a participação de quase todos os clubes listados acima, alguns dos quais competiram com mais de uma equipe (por exemplo, na segunda edição, o Salerno foi representado pelo primeiro, segundo e terceiro time, e o Juniores Giovine Italia pela primeira e segunda equipe). Se a primeira edição do torneio provincial, ganhou uma das formações do clube de Vestuti, na segunda edição, o campeão é  desconhecido.
Com a eclosão da Primeira Guerra Mundial, no entanto, as atividades de futebol da cidade foram interrompidas, uma vez que o próprio Vestuti foi chamado às armas, e morreu durante a guerra . Com o fim das hostilidades, em 1919 jogadores e gerentes voltaram a jogar nas equipes que anteriormente eram ativas até 1915. exceto o Audax que abandonou o futebol,  Matteo Schiavone (ex-jogador, goleiro, e dirigente do FBC Campania ) para formar uma nova associação esportiva  capaz de absorver a experiência da  Società Sportiva Giovani Esploratori.

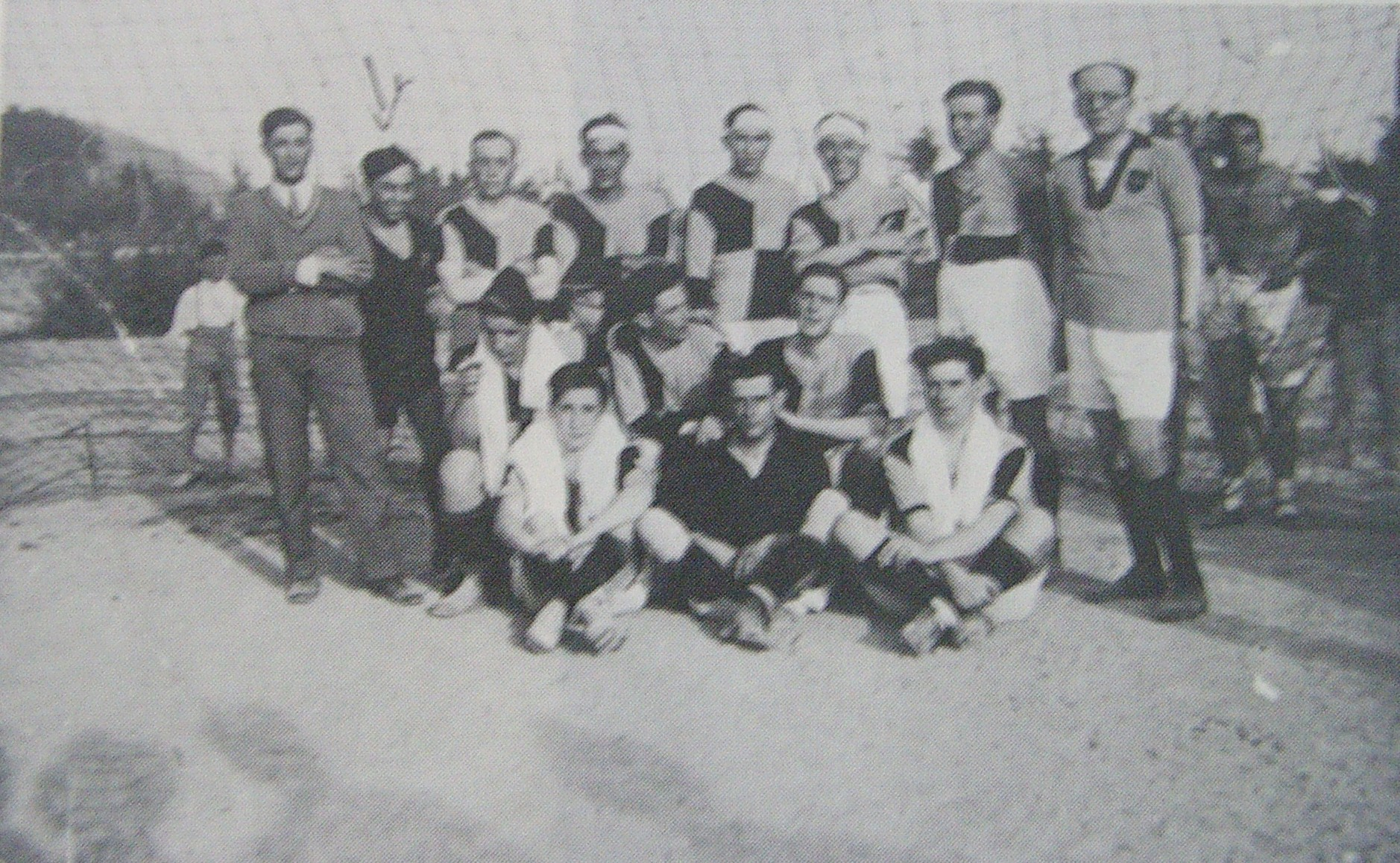
Vincenzo Giordano (a sinistra, l'allenatore) e Matteo Schiavone (a destra, di ruolo portiere) in una delle primissime formazioni della Salernitana del 1919

Em Salerno, 19 de junho de 1919, em Corso Umberto I n. 67, um grupo de acionistas liderados por Matteo Schiavone (ex-jogador de futebol e líder do Foot-Ball Club Campania) deu forma à Unione Sportiva Salernitana, clube desportivo em que Adalgiso Onesti foi o primeiro presidente. O uniforme do time de futebol prossuía uma camisa com listras verticais brancas e celestial alternado, enquanto primeiro logotipo corporativo da empresa era uma coroa acompanhada pela sigla "U.S.S.". Sobre a escolha das cores iniciais, diz-se que a escolha foi fortuita, pois foi derivada precisamente de dez malhas que a empresa foi capaz de fazer disponíveis.
Entre as atividades do clube, além do futebol, que foi inicialmente praticado em áreas não regulamentares, como na Praça dos Mártires e da Praça do Mercado Velho, estavam natação, ciclismo, Atletismo, remo, boxe, e luta. As primeiras atividades desportivas organizadas pela Salernitana foi uma corrida, em que os competidores eram não só de Salerno, mas também de outras partes do Campania. No futebol, havia o clássico contra o Caves, que inicialmente venceu a Salernitana, na Copa do Marquês Imperial, por 3-1. Porém, na sequência de amistosos, a Salernitana venceu por 6-0, 4-1 e 3-1.

A participação no torneio maior ainda não era simples: Salernitana apresentou inicialmente problemas de naturezas técnica e econômica.

Una formazione della Salernitanaudax 1924-1925

Com a subida do Sporting Clube Audax à primeira divisão, durante o ano de 1922, chegou-se a um acordo para unir forças, através de uma fusão entre as duas associações de Salerno. A fusão levou ao nascimento do Sports Club Salernitanaudax, entidade que manteve o caráter de clube desportivo, o que não aconteceu sem controvérsia, especialmente por parte do Audax e seu presidente Guasco.
O  Salernitanaudax, por sua vez, durou somente até 1925, sendo extinto em seguida.